# Stanisław Kostka Krajewski

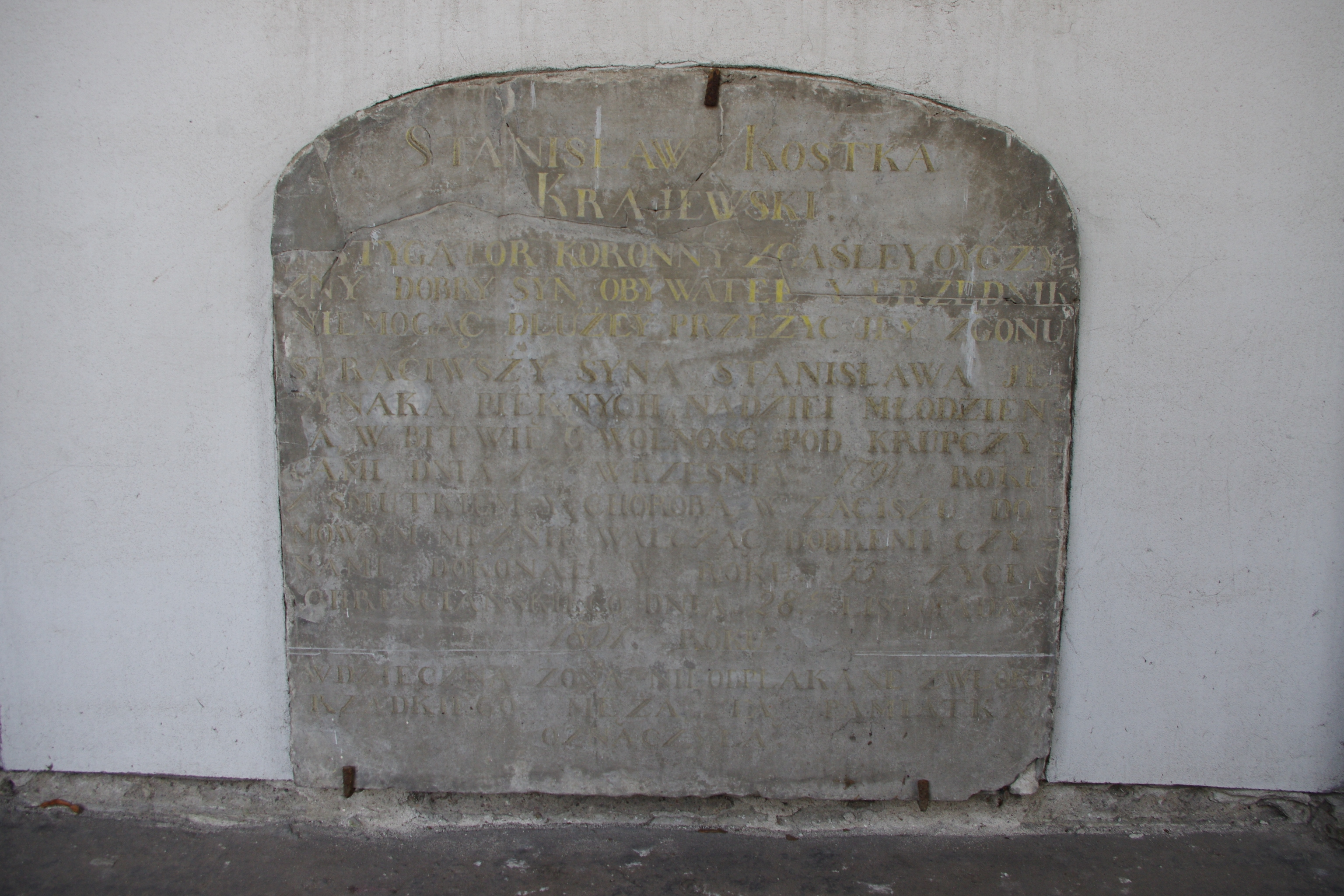
Grób instygatora koronnego Stanisława Kostki Krajewskiego w katakumbach cmentarza Powązkowskiego w Warszawie

Stanisław Kostka Krajewski herbu Trzaska (ur. 1746 - zm. 28 listopada 1801) – instygator koronny w latach 1772–1794, łowczy płocki w latach 1766–1772, starosta gołąbski w 1773 roku, członek konfederacji targowickiej, w 1792 roku był członkiem Komisji Skarbowej Koronnej.
Syn Jana Chryzostoma Krajewskiego kasztelana płockiego. W 1764 roku podpisał elekcję Stanisława Augusta Poniatowskiego. W 1774 roku otrzymał dobra: Żyrzyn, Kotliny, Zagrody, Borysów, Strzyżowice i inne. W 1790 roku był członkiem Komisji Porządkowej Cywilno-Wojskowej dla ziemi stężyckiej województwa sandomierskiego.
Żonaty z Franciszką Kluszewską, miał córki Annę i Teresę oraz syna Jana Stanisława (zm. 1794).
Był od 1782 kawalerem Orderu Świętego Stanisława.
Pochowany w katakumbach na cmentarzu Powązkowskim w Warszawie (rząd 68-6).